# Anestesia tronculare
L'anestesia tronculare  è una tecnica di anestesia locoregionale con somministrazione di un farmaco anestetico locale nelle immediate vicinanze di un tronco nervoso. L'effetto risultante è l'interruzione della trasmissione dell'impulso lungo il nervo stesso, con conseguente perdita della sensibilità e della motilità nei territori innervati. L'anestesia plessica, altra forma di anestesia per infiltrazione, si applica invece in vicinanza delle terminazioni nervose.

## Usi e differenze con tipologie simili
L'anestesia tronculare è utilizzata in varie specialità mediche, soprattutto l'odontoiatria, ad esempio in occasione di interventi riguardanti il settore posteriore (molari) della mandibola. Anatomicamente il nervo mandibolare passa all'interno della mandibola e da lì passa ad innervare tutti i denti dell'emiarcata omolaterale: una eventuale anestesia plessica non riuscirebbe a superare l'osso compatto e non sortirebbe pertanto l'effetto desiderato.